# التحفة المرضية في الدولة البكداشية
التحفة المرضية في الدولة البكداشية  أو المرضية في الدولة البكداشية في بلاد الجزائر المحمية ,من أهم مؤلفات العهد العثماني في الجزائر التي تناولت العديد من مظاهر الحياة في أيالة الجزائر ودونها محمد بن ميمون وقام بتحقيق المؤلف الأستاذ محمد بن عبد الكريم في القرن العشرين .